# Lunar Linux
Lunar Linux es una distribución Linux creada a base del código fuente. Primero instala un completo sistema de desarrollo de bootstrapping. Luego le indica al administrador de paquetes de Lunar que software será necesario, construye el sistema enteramente descargando el código fuente actualizado y lo compila localmente optimizando el sistema a las necesidades específicas del usuario. Resultaría así un sistema operativo sobrio y optimizado. Por otro lado, compilar una distribución desde cero puede llevar mucho tiempo y complicar la tarea de mantenimiento de los paquetes para actualizarlos.
Actualmente, Lunar tiene soporte en las arquitecturas x86  (i386 y i686)  y x86-64, pero los usuarios la han implementado en plataformas sparc 64 y PowerPC. Por el momento no existe soporte para la instalación en arquitecturas que no sean x86.
Lunar Linux fue un fork de Sorcerer Linux realizado por un pequeño grupo de personas liderados por Chuck Mead; otra distribución derivada de Sorcerer Linux es Source Mage. El liderazgo de la distribución de Lunar Linux fue tomada por Auke Kok el 22 de abril de 2004.